# Гиббонс, Билли
Уильям Фредерик «Билли» Гиббонс (также The Reverend Billy Gibbons; с англ. — «Преподобный Билли Гиббонс», род. 16 декабря 1949, Хьюстон, Техас, США) — американский рок-музыкант, основатель, гитарист и певец группы ZZ Top, основной автор произведений коллектива. Одна из отличительных особенностей его игры — использование в качестве медиатора монетки в двадцать пять центов или в один песо (благодаря этому его гитара звучит совершенно особенно) и глубокая страсть к искусственным флажолетам. Входит в списки величайших гитаристов всех времён по версии Rolling Stone за 2003, 2011 и 2023 годы. Лауреат Blues Music Awards в номинации «Альбом блюз-рока» (2019), номинант Blues Music Awards в номинации «Исполнитель блюз-рока» (2019)

## Биография
Билли Гиббонс родился 16 декабря 1949 год в Тэнглвуде, западном пригороде Хьюстона в семье Фредерика Ройяла и Лоррейн Гиббонс. Отец музыканта был дирижёром в оркестре и пианистом. Он работал вместе со своим двоюродным братом, арт-директором и продюсером Седриком Гиббонсом, на Сэмюэла Голдвина из Metro-Goldwyn-Mayer. Билли Гиббонс с ранних лет пробовал себя в оркестре, где был перкуссионистом после учёбы в Нью-Йорке у Тито Пуэнте. Затем Билли Гиббонс посещал школу искусств в Голливуде.
Как вспоминал сам Гиббонс, толчком к его карьере послужил эпизод, случившийся с ним в семи-восьмилетнем возрасте, когда его отец взял его с собой в студию звукозаписи: «Затем он ушёл в офис или ещё куда-то, оставив меня сидеть и болтать ногами. Через какое-то время в студию вошёл Би Би Кинг с его группой, настроились и начали записываться. Я никогда не забуду этот момент. Я уверен, это дало мне толчок в музыку».
Мир блюза, госпела и рок-н-ролла для юного Билли открыла его няня, афроамериканка Стелла «Большая» Мэттьюз, а также её старшая дочь Стелла «Маленькая» Мэттьюз, которая иногда брала с собой Билли в клубы и слушала вместе с ним пластинки мастеров блюза. Следующей важной ступенью в становлении музыканта стала подаренная ему на Рождество 1963 года электрогитара Gibson Les Paul Melody Maker 1962 года. Примерно через час юный Билли мог похвастаться исполнением песни What I’d Say Рэя Чарльза и нескольких вещей Джеймса Рида. По словам самого Гиббонса, вскоре никто не мог его оторвать от постоянной игры на «примитивной» гитаре, подключённой к усилителю Fender Champ.
Первую группу под названием Saints Гиббонс вместе со своими друзьями Дэвидом Кроссвелом и Филиппом Тафтом собрал в 14 лет в Голливуде, где он учился в школе искусств. Она состояла из трёх гитаристов, включая Гиббонса и барабанщика. Как вспоминал Гиббонс, в этой группе он стал петь потому что «У двух старших парней были большущие усилители, а у меня совсем маленький, и я орал, чтобы меня услышали». Затем Гиббонс играл в группах Billy G & the Blueflames и The Coachmen, которые выступали в клубах. В 1967 году Гиббонс вернулся в Хьюстон, где, вдохновлённый группой 13th Floor Elevators, летом 1967 года создал группу The Moving Sidewalks, переключившись с ритм-н-блюза на психоделическую музыку. Она уже имела некоторый успех, записав несколько синглов и полноценный альбом Flash. Сингл группы 99th Floor (название — своеобразная отсылка на группу The 13th Floor Elevators, да и само название группы — это тоже отсылка) даже возглавил хит-парад Хьюстона и продержался на первом месте в течение 6 недель. Группу заметила компания Wand Records и выпустила ещё один хит Need Me. Вскоре группа была переименована в 99th Floor. Группу часто приглашали открывать концерты более именитых исполнителей, например The Doors и Джимми Хендрикса (открывающая композиция к Experience Джимми Хендрикса, прозвучавшая во время техасского этапа первого американского концертного тура Хендрикса даже считается наиболее удачным произведением группы The Moving Sidewalks/99th Floor). Тогда же Хендрикс подружился с Билли Гиббонсом, показал молодому гитаристу оригинальные настройки электрогитары и вообще прочил Гиббонсу большое будущее. Но в основном группа Гиббонса ездила вместе с группой 13th Floor Elevators по югу США, выступая на разогреве. В 1969 году группа распалась.
Летом 1969-го Гиббонс организовал группу ZZ Top. После нескольких перемен в составе возник стабильный состав группы, в который вошли басист и вокалист Дасти Хилл и барабанщик Фрэнк Бирд (оба — бывшие участники групп «American Blues», «The Warlocks», «The Cellar Dwellers»). Менеджером группы стал Билл Хэм. В этом составе группа работает 50 лет (менеджер Билл Хэм прекратил работу с группой в 2006 году).
Билли Гиббонс назвал десять записей, которые повлияли на него, его творчество и карьеру:
- «The Psychedelic Sounds of the 13th Floor Elevators» — 13th Floor Elevators (1966);
- «Fresh Cream» — Cream (1966);
- «Are You Experienced» — The Jimi Hendrix Experience (1967);
- «Master and Servant»  и «People Are People» — Depeche Mode (1984);
- «Their Satanic Majesties Request» — The Rolling Stones (1967);
- «Hoochie Coochie Man» и Got My Mojo Workin’ — Мадди Уотерс, запись песен из альбома At Newport (1960);
- «Live at the Regal» — Би Би Кинг (1965);
- Complete & Unbelievable: The Otis Redding Dictionary of Soul" — Отис Реддинг (1966);
- «The Land of Rape and Honey» — Ministry (1988);
- «Truth» — Джефф Бек (1968).

## Манера игры
Для Билли Гиббонса в исполнении характерны украшение партии различными мелизмами и шумами, возникающими при звукоизвлечении при игре на электрогитаре. Его «торговой маркой» является частое использование искусственных флажолетов (так называемых «сквилов», от англ. squeal — вопль, писк, крик), которые он чаще всего исполняет одновременно касаясь струны медиатором и большим пальцем правой руки (иногда другим способом, касаясь струны указательным и большим пальцем). Ещё одной отличительной особенностью игры музыканта называется плавное и лёгкое глиссандо, «техника, которая позволяет ему бродить и бродить по всей длине грифа и создавать плавные фразы вверх и вниз по грифу»

## Оборудование
Коллекция Билли Гиббонса насчитывает около 450 гитар.

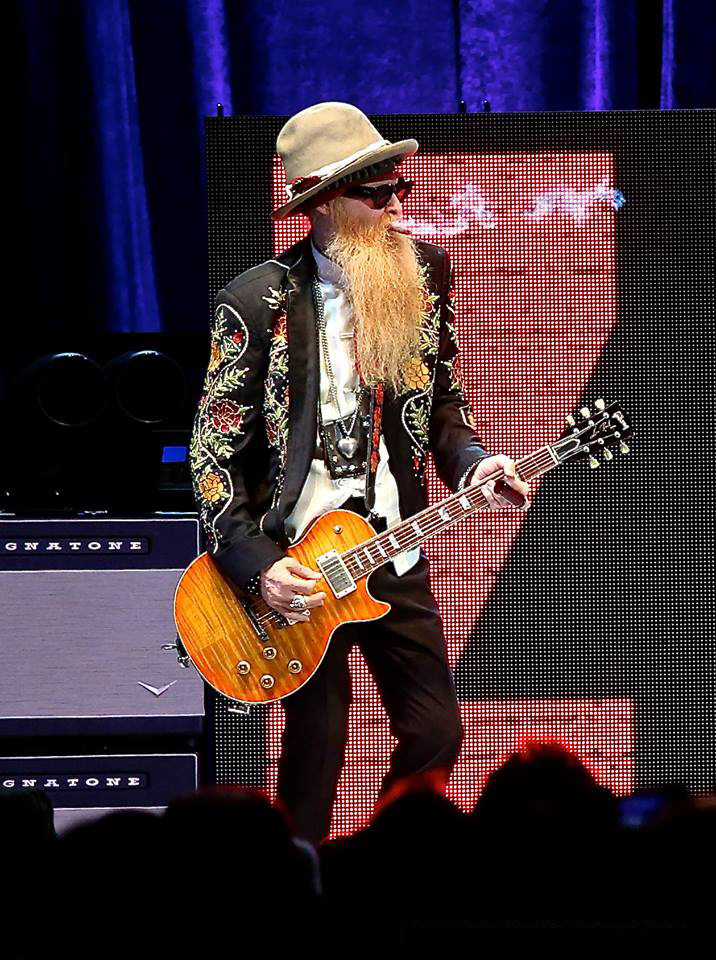
Билли Гиббонс с Gibson Les Paul Standard GRIND

Наиболее известной гитарой Билли Гиббонса является гитара «Pearly Gates», или даже «Mistress Pearly Gates» (с 1966 по настоящее время) (англ. Жемчужные врата), Gibson Les Paul Standard 1959 года выпуска, окраски Cherry Sunburst. В конце 1960-х Гиббонс, глядя на Эрика Клэптона (запечатлённого с Les Paul Standard на обратной стороне альбома Blues Breakers), загорелся идеей приобретения такой же гитары. В 1966 году друг Гиббонса, тоже гитарист Джон Уилсон сказал что он знает одного владельца ранчо в Дауни, близ Хьюстона, у которого есть такая гитара и она давно пылится под кроватью. Гиббонс отправился искать это ранчо, и найдя, купил гитару за 250 долларов, которые только что были им получены как доля за проданную машину. За некоторое время до этого, Гиббонс одолжил Packard 1939 года выпуска, которым он владел вместе с друзьями, своей знакомой. Она собиралась уехать в Калифорнию, чтобы попытать счастья в Голливуде. К удивлению всех, которые думали что на этой старой машине девушка не доберётся дальше Эль-Пасо, она доехала до Калифорнии и даже нашла там работу. Гиббонс с друзьями решили что вмешалось божественное провидение, и посредством этой машины можно достичь успеха, поэтому ей присвоили название «Жемчужные врата». Так как деньги на покупку гитары были выручены от продажи машины с таким обещающим названием, это название перешло к гитаре. Гитара досталась Гиббонсу даже с оригинальными струнами Gibson. Билли Гиббонс записывал гитару в каждом альбоме ZZ Top и своих сольных альбомах. В основном он использует гитару в студии; для живых выступлений у него есть несколько копий, некоторые кастомизированы. За годы использования Pearly Gates состарилась и поцарапалась, но до сих пор полностью состоит только из оригинальных деталей. За гитару один японский бизнесмен предлагал 5 миллионов долларов, но Гиббонс отказал в продаже. В 2009 году партией в 350 экземпляров была выпущена гитара Gibson Les Paul Pearly Gates, максимально приближённая по звуку и внешнему виду к оригинальной Pearly Gates. Гиббонс также после выпуска такой гитары использует две такие гитары на концертах, одна из них выдолблена изнутри для уменьшения веса, всё новое оборудование заменено старыми звукоснимателями, ручками и колками Gibson, а логотип Gibson заменён на «Gibbons».
Первой гитарой Билли Гиббонса была Gibson Single Cutaway Melody Maker 1962 года выпуска в цвете Two-Tone Sunburst (1963—1968). Первое, что Гиббонс сделал с гитарой — это отнёс гитару в магазин, где парень по имени Фред нанёс на неё орнамент из тонких линий. Точную копию такой кастомизированной гитары в 2000-х годах также выпустила компания Les Paul Gibson. Билли Гиббонс, после того как он купил свою легендарную «Pearly Gates», отдал свою первую гитару соседу по улице. Тот сохранил её и в 2012 году принёс на выступление ZZ Top, где Гиббонс исполнил на ней песню Beer Drinkers & Hell Raisers. В настоящее время Билли Гиббонс периодически использует копию своей первой гитары под названием Mojo Maker (2015 — н.в.), которую сделал для него один из его любимых гитарных мастеров Джон Болин. От оригинала она отличается тем, что эта модель имеет звукосниматель Seymour Duncan Hotrails, а её корпус полностью пустотелый.

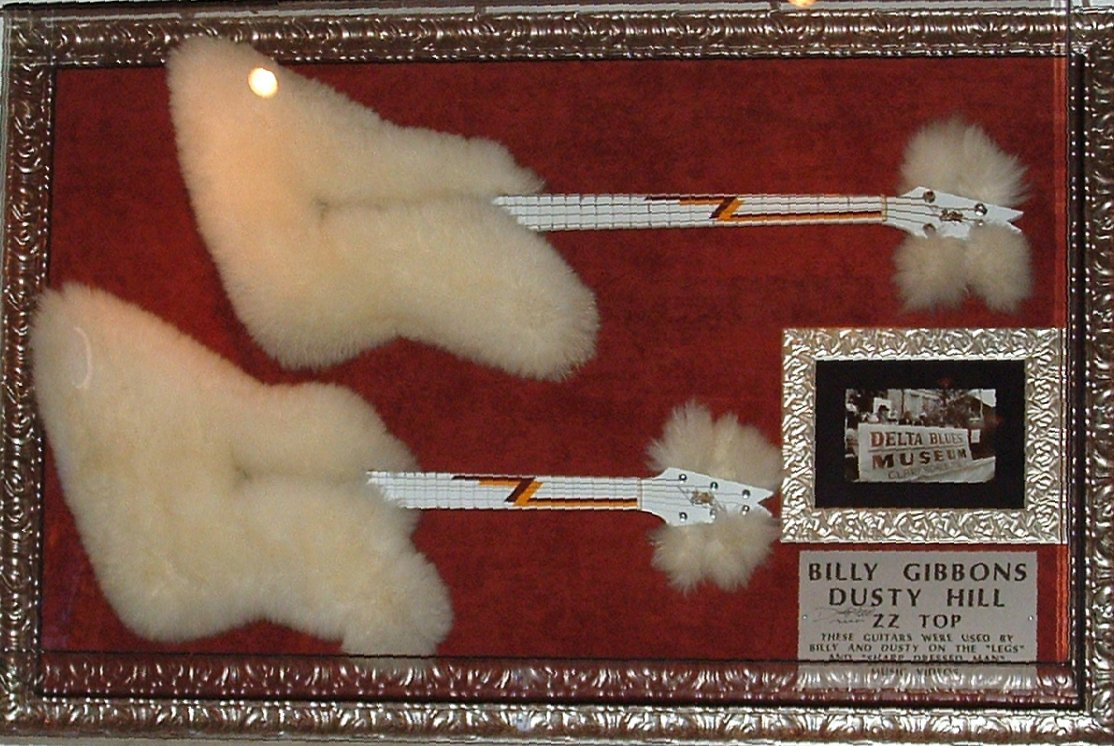
Гитары Dean Z «White Fuzz» и «Fuzzy Bass» в музее

В конце 1960-х Билли Гиббонс купил гитару Gibson Les Paul Standard «Lil Red» (1970—2014) цвета Cherry, также кастомизированную узнаваемым орнаментом, у одного из гитаристов группы The VanTels, в которой Гиббонс также играл в начале своей карьеры. Гиббонс играл на ней до 2014 года (в частности именно на ней в 1996 году сыгран Vincent Price Blues), после продав её, но специалисты Gibson сделали точную копию этой гитары, однако с установленными любимыми звукоснимателями гитариста Seymour Duncan Pearly Gates (один из которых Гиббонс отсоединил, а также удалил все переключатели, кроме громкости).
В начале 1970-х Билли Гиббонс активно использовал Fender Broadcaster 1952 года выпуска, в частности при записи альбома Tres Hombres.
В конце 1970-х Дин Зелинский, владелец компании Dean Guitars предложил Гиббонсу сделать для него особенную гитару. Результатом стала гитара Dean ML (1980—1983), окрашенная в невиданный до того яркий цвет Wine Red. Эта гитара стала основной у Гиббонса при записи альбома Eliminator, хотя Гиббонсу она казалась неудобной.
После записи альбома Гиббонс вновь связался с Зелинским и попросил у него сделать нечто совсем особенное, сопроводив это словами: «Я посылаю вам овчины, которые купил в Шотландии. Я хочу, чтобы вы поставили их на несколько гитар». Так появилась ставшая известной на весь мир маркой группы гитара Dean Z (1983—2008) «White Fuzz», обшитая белой овчиной, которую Гиббонс использовал на концертах, в частности на ней он исполнял песню Legs (как и в видеоклипе). Пару этой гитаре составляла бас-гитара Дасти Хилла Dean Z «Fuzzy Bass».
В 2002 году Бо Диддли подарил Билли Гиббонсу редкий Gretsch Jupiter Thunderbird (2002—2011), предсерийную гитару 1959 года, которую Бо Диддли помог сконструировать инженерам фирмы. С этой гитарой Билли Гиббонс не выступает на концертах, используя лишь в студии. Для выступлений в 2005 году были изготовлены три копии этой гитары, отличающиеся цветом — чёрная, красная и белая, и формой корпуса. Гитара была названа G6199 «Billy-Bo» Jupiter Thunderbird, где «Billy-Bo» составлены из имён музыкантов Билли и Бо. На одной из таких гитар Гиббонс играет в песне Heartache in Blue.. С 2011 по 2015 годы Билли Гиббонс использовал также гитару John Bolin Billy-Bo Gibbons чёрного цвета с красным рисунком на деке; кастомизированная Джоном Болином гитара на полдюйма короче стандартного Gretsch Jupiter Thunderbird.
В 2003 году Гиббонс приобрёл редкую гитару ультрафутуристичного внешнего вида Teuffel Birdfish (2003). Эта гитара полностью модульная и легко позволяет менять звукосниматели и «деку», обладает «грязным и похабным» звуком. Гиббонс много партий, сыгранных на этой гитаре, записал в альбоме Mescalero, но после её не использовал, и почти совсем не выступал с ней вживую.
С 2008 года Билли Гиббонс на концертах использует две гитары, обшитые белой новозеландской овчиной. У него есть два комплекта оборудования, один из которых он использует на концертах в Европе, а второй в США. В составе второго комплекта Гиббонс располагает кастомизированной Джоном Болином гитарой Gretsch/Bolin Bo Diddley Custom «White Fuzz» (2008 — н.в.), она полностью пуста внутри, включая гриф и головку грифа. В состав комплекта для Европы входит аналогичный 1983 Gibson Explorer (2008 — н.в.).
В 2015 году Джон Болин изготовил ещё одну гитару «John Bolin „Peeler“ Broadcaster» (2015 — н.в.). Для её изготовления мастер использовал несколько изменённый корпус Fender Telecaster. Гитара, как и все гитары, которые изготовлены для Билли Гиббонса, выдолблена изнутри; на ней установлен звукосниматель Cream T Billy Gibbons Banger and Mash. Гитара примечательна своей отделкой, Джон Болин был вдохновлён видом Fender Precision Bass 1956 года, которая была повреждена во время наводнения, и гитара выглядит так, как будто на ней шелушится краска, сквозь которую проглядывает древесина. В пару была изготовлена бас-гитара с такой же отделкой. Это гитара быстро стала одной из любимых у Гиббонса для использования её на концертах.
Джон Болин изготовил для Билли Гиббонса также гитару John Bolin Supermodel Esquire на основе Fender Esquire c золотыми ладами, корпусом из болотного ясеня с камерами и одним двойным звукоснимателем Custom Shop.
В том же, 2015 году, инженеры Gibson изготовили гитару Gibson Billy Gibbons Ultimate SG. В ней корпус Gibson SG совмещён с грифом и головкой грифа Gibson Flying V; гитара имеет два звукоснимателя Seymour Duncan Pearly Gates. Гитара примечательна своей отделкой в двух цветах: светло-зелёном и розовом, задняя стенка выполнена в форме штата Техас, гитара украшена золотой окантовкой и переключателями. Было выпущено 10 таких гитар, одна досталась самому Билли Гиббонсу, а 9 других были проданы за 30 000 долларов экземпляр, причём каждая из них вручалась покупателю на концерте ZZ Top после того, как на ней играл Гиббонс.
В 2021 году компания Wild Custom Guitars сделала футуристичную гитару Wild Custom Guitars Billy F. Gibbons Special. Форма гитары напоминает Gibson Explorer. Отделка создана по мотивам Ford Coupe Whisky Runner 1934 года выпуска. Дека оливкового цвета Olive Metallic, которая выглядит как изношенная сталь, а накладка и звукосниматель выполнены в глянцево-чёрном цвете с фиолетовыми акцентами. Гитара позволяет менять звукосниматели в любое время. Специально для Гиббонса, который любит лёгкие гитары, ольховый корпус гитары сделан не цельным, а в виде сот.

## Личная жизнь

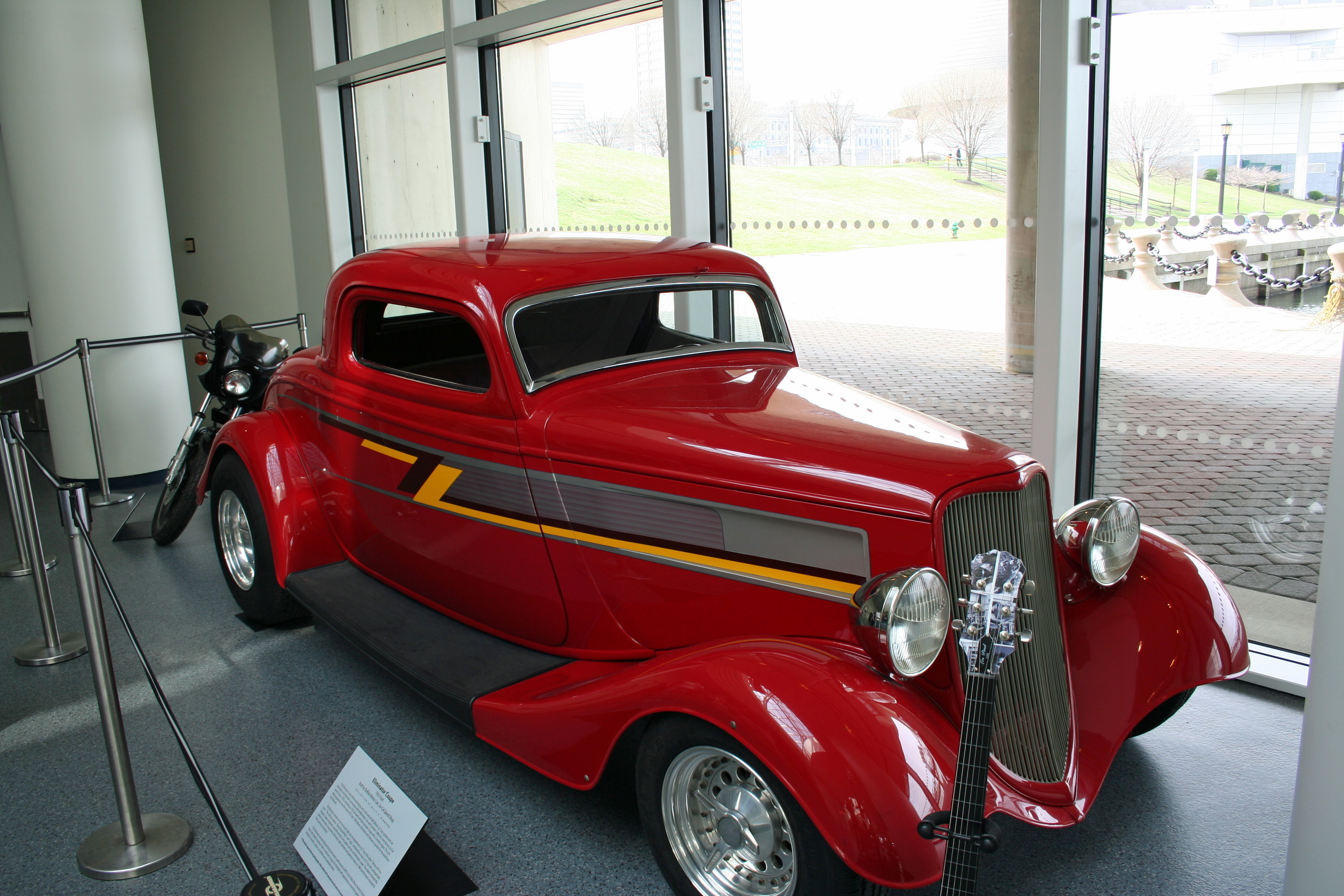
Eliminator

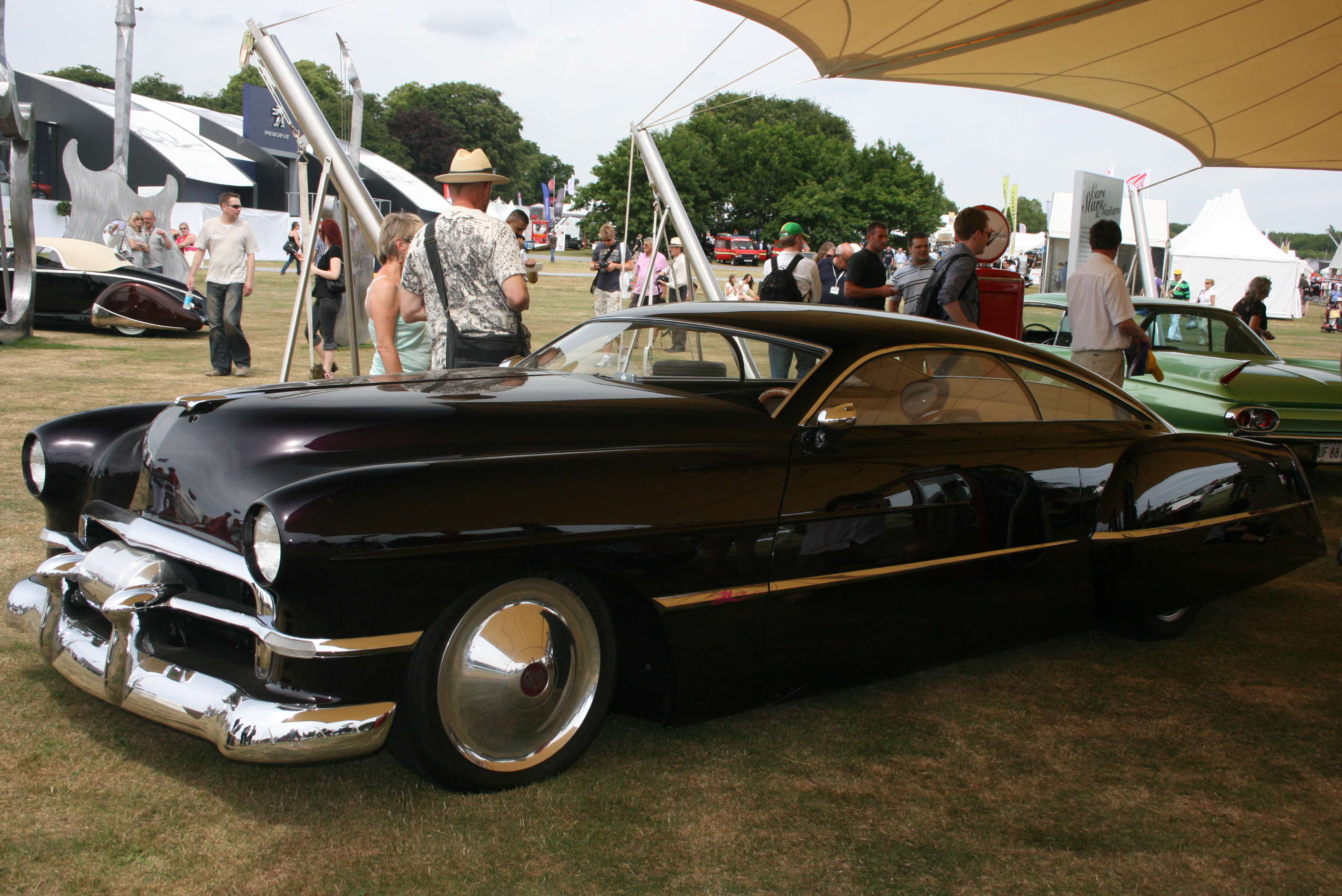
Cadzilla

Билли Гиббонс является известным коллекционером хот-родов, наиболее известным из которых — благодаря появлению в клипах ZZ Top 1980-х годов, — является Eliminator, красный Ford Coupe 1933 года выпуска. В 1974 году на экраны вышел телефильм Парень из Калифорнии, где герой ездил на похожем кастомизированном Ford Coupe 1934 года. Билли Гиббонс под впечатлением от этого фильма приобрёл в Тусоне (Аризона) Ford Coupe 1933 года выпуска, приобретённый женщиной, и с момента покупки стоявший в гараже. Он привлёк к дизайну хот-рода Пита Чапуриса (создателя автомобиля из фильма «Парень из Калифорнии»), который поручил изготовление автомобиля под собственным контролем компании Buffalo Motor Cars. В результате кастомизации крыша автомобиля была укорочена на три дюйма, изготовлен новый гладкий трёхстворчатый капот, автомобиль получил новую окраску и интерьер. Экстерьер был дополнен задней панелью кузова с утопленным местом под номерной знак, заниженные фары головного света от Ford 1934 года и легендарные каплевидные стоп-сигналы от Ford 1939 года. Четырёхрычажная подвеска хот-рода была изготовлена компанией Пита Чапуриса «Pete & Jake». Под капотом в Eliminator-е стоит двигатель 350 Chevy V8 с распредвалом Camaro Z28 и четырёхкамерным карбюратором. Автомобиль создавался в течение пяти лет и был вполне годен для использования: Билли Гиббонс с одной из девушек из клипа Gimme All Your Lovin’ проехал через все Соединённые штаты с востока на запад. Позднее Билли Гиббонс был вынужден заказать копию автомобиля; оригинальный Eliminator находится сейчас в Кливлендском Зале славы рок-н-ролла.
Кроме Eliminatora в коллекции музыканта есть Cadillac Series 62 1948 года выпуска (CadZZilla, имеется также во вселенной Hot Wheels), Ford Highboy 1932 года, Chevrolet «Slampala» Impala 1962 года выпуска, Ford «Mexican Blackbird» Thunderbird 1958 года выпуска, Ford Coupe 1932 года выпуска под названием Whiskeyrunner (был снят в клипе Gotsta Get Paid 2012 года), Ford Truck 1936 года «Rat Rod», Ford Kopperhead Business Coupe 1950 года, Ford «Mambo» Coupé 1936 года выпуска.
Женат на Джилли Стилуотер.

## Дискография

### Moving Sidewalkes
- Flash (1968)

### ZZ Top
- ZZ Top's First Album (1971)
- Rio Grande Mud (1972)
- Tres Hombres (1973)
- Fandango! (1975)
- Tejas (1977)
- Degüello (1979)
- El Loco (1981)
- Eliminator (1983)
- Afterburner (1985)
- Recycler (1990)
- Antenna (1994)
- Rhythmeen (1996)
- XXX (1999)
- Mescalero (2003)
- La Futura (2012)

### Сольные работы
- Perfectamundo (2015)
- The Big Bad Blues (2018)
- Hardware (2021)

## Интересные факты
В телевизионном сериале «Кости» играл самого себя, хотя имя и не называлось. Он исполнил роль отца Энджелы Монтенегро, эксперта-художницы института Джефферсона.